# Huis te Leuvenum
Huis te Leuvenum is gelegen aan de Jhr. dr. C.J. Sandbergweg 60 te Leuvenum, in  de Nederlandse provincie Gelderland. Het gebouw deed dienst als woning voor de freules jkvr. A.C. Sandberg (1916-2006) en jkvr. M.A.J. Sandberg (1919-2014). Het is tegenwoordig ondergebracht, samen met het huis De Bannink in Colmschate en met de 900 ha. grote landgoederen, in de Stichting Sandberg van Leuvenum. Het huis en de directe omgeving zijn privéterrein en zijn niet vrij toegankelijk. Het huis is in de jaren 1921 tot 1923 gebouwd onder leiding van de Harderwijkse architect P.H. van Lonkhuyzen. Het gebouw is gebouwd naar eenzelfde ontwerp als Kasteel De Essenburgh in Hierden. De Essenburg is echter veel ouder, zij dateert uit 1652. De Essenburg was, evenals de landgoederen Groote Scheere in Holthen en het Laer in Ommen, vroeger ook eigendom van de familie Sandberg.

## Geschiedenis
Gedurende de periode 1854-1923 verbleef de familie Sandberg op haar 'stamslot' De Essenburgh in Hierden. De zomervakanties bracht men door in het jachthuis. Omdat dit zeer goed beviel, gaf burgemeester jhr. dr. Cornelis Johannes Sandberg (1883-1945) in 1921 de opdracht om het (huidige) Huis te Leuvenum te bouwen.
Voor 1923 stond er een 'ander' Huis te Leuvenum op het eiland achter de uitspanning "De Zwarte Boer". Het oude huis te Leuvenum is vermoedelijk in 1720 gekocht door Peter van Westervelt van J.J. Geltaeyer, burgemeester van Harderwijk. In 1823 is het vererfd in zijn nageslacht door de familie Sandberg. Het oude Huis te Leuvenum was een zomerverblijf. De stenen die bij de afbraak van het oude Huis te Leuvenum vrij kwamen in 1854, zijn gebruikt voor de verbouwing van "De Zwarte Boer".
In de Tweede Wereldoorlog nam de familie Sandberg evacués in huis. In 1944 werd het huis gevorderd door de Duitsers. Aan het einde van de oorlog, in januari 1945, deden de Duitsers een inval in het huis. Sandberg, zijn vrouw Ernestine Fernande de Beaufort (1886-1985) en hun zoon jhr. mr. Rudolph Antoni Peter Sandberg (1912-1945) werden gevangengenomen en weggevoerd. Vader en zoon kwamen beiden om in Duitse concentratiekampen.